# Höringen
Höringen is een plaats in de Duitse deelstaat Rijnland-Palts, en maakt deel uit van de Donnersbergkreis.
Höringen telt 613 inwoners.

## Bestuur
De plaats is een Ortsgemeinde en maakt deel uit van de Verbandsgemeinde Winnweiler.
Albisheim ·
Alsenz ·
Bayerfeld-Steckweiler ·
Bennhausen ·
Biedesheim ·
Bischheim ·
Bisterschied ·
Bolanden ·
Börrstadt ·
Breunigweiler ·
Bubenheim ·
Dannenfels ·
Dielkirchen ·
Dörrmoschel ·
Dreisen ·
Einselthum ·
Eisenberg ·
Falkenstein ·
Finkenbach-Gersweiler ·
Gauersheim ·
Gaugrehweiler ·
Gehrweiler ·
Gerbach ·
Göllheim ·
Gonbach ·
Gundersweiler ·
Höringen ·
Ilbesheim ·
Immesheim ·
Imsbach ·
Imsweiler ·
Jakobsweiler ·
Kalkofen ·
Katzenbach ·
Kerzenheim ·
Kirchheimbolanden ·
Kriegsfeld ·
Lautersheim ·
Lohnsfeld ·
Mannweiler-Cölln ·
Marnheim ·
Morschheim ·
Mörsfeld ·
Münchweiler an der Alsenz ·
Münsterappel ·
Niederhausen an der Appel ·
Niedermoschel ·
Oberhausen an der Appel ·
Obermoschel ·
Oberndorf ·
Oberwiesen ·
Orbis ·
Ottersheim ·
Ramsen ·
Ransweiler ·
Rathskirchen ·
Reichsthal ·
Rittersheim ·
Rockenhausen ·
Ruppertsecken ·
Rüssingen ·
Sankt Alban ·
Schiersfeld ·
Schönborn ·
Schweisweiler ·
Seelen ·
Sippersfeld ·
Sitters ·
Stahlberg ·
Standenbühl ·
Steinbach am Donnersberg ·
Stetten ·
Teschenmoschel ·
Unkenbach ·
Waldgrehweiler ·
Wartenberg-Rohrbach ·
Weitersweiler ·
Winnweiler ·
Winterborn ·
Würzweiler ·
Zellertal